# Pauline Rehné
Pauline Rehné (* 11. Juli 1954 in Kopenhagen) ist eine dänische Schauspielerin, Synchronsprecherin und Sängerin.

## Leben
Pauline Rehné ist die Tochter des Danmarks Radio-Korrespondenten und Drehbuchautors Ib Rehné (1922–2005) und wuchs in Kopenhagen auf.
Sie absolvierte von 1979 bis 1983 an der Staatlichen Theaterschule in Kopenhagen ihre Schauspielausbildung und Gesangsausbildung. Ihr Bühnendebüt als Darstellerin hatte sie im Jahr 1983 am Odense Teater. Danach stand sie in zahlreichen Theaterstücken, Musicals und Operetten auf der Bühne, so unter anderem auch am Aarhus Teater, Theater Helsingør oder am Frederiksberg-Theater. Sie stand in mehreren Filmen und Fernsehserien als Schauspielerin vor der Kamera.
Rehné ist seit Ende der 1980er-Jahre umfangreich als Synchronsprecherin tätig. Sie sprach Figuren in Zeichentrickfilmen wie beispielsweise New Spider-Man, Tarzan, Dragon Ball Z oder Lisa Simpson in Die Simpsons – Der Film sowie auch zahlreiche Figuren in Animationsfilmen wie Toy Story, Shrek oder Die Olsenbande in feiner Gesellschaft.

## Filmografie (Auswahl)
Filme
- 1982: Pengene eller livet
- 1987: Et eventyr i Rosenborg Have
- 1996: Ondt blod
- 2000: Absolut Holberg
- 2008: En enkelt til Korsør
- 2015: Albert und die Diamantendiebe

Serien
- 2007: Yallahrup Færgeby